# Puerto Saíd
Puerto Saíd (en árabe: بورسعيد, Būr Saʻīd) es una ciudad portuaria al nordeste de Egipto y es capital de la gobernación homónima. En ella se encuentra el acceso al canal de Suez, desde el mar Mediterráneo, y el segundo puerto del país.
Su población era de 554 757 habitantes en 2007 y de 603 787 en 2010.
Es una de las más bellas ciudades de Egipto y cuenta con numerosas casas antiguas, del siglo XIX, mostrando grandes balcones en sus fachadas. Al otro lado del canal se ubica Port Fouad, con la cual se halla conurbada, estando comunicadas mediante transbordadores gratuitos.
La base de la economía de Puerto Saíd es la pesca, las industrias químicas, la manufactura de productos alimenticios y elaboración de cigarros. Desde Puerto Saíd se exporta buena parte de los productos egipcios, como el algodón y el arroz, además de ser una estación de repostaje de combustible para las naves que cruzan el canal. Puerto Saíd es también una zona franca, así como residencia de verano para muchos egipcios.

## Historia
La ciudad fue fundada por Brahim Said en el año 1859, en la costa del mar Mediterráneo, es la entrada al Canal de Suez. Se encuentra a 82,9 km de Ismailía, a 190 km de Suez, 200 km al norte de El Cairo y a 260 km de Alejandría.
Puerto Saíd fue gravemente dañada durante la guerra del canal de Suez (1956), la guerra árabe-israelí de 1967 y la de 1973.

## Educación
Puerto Saíd es sede de la universidad del Puerto Saíd, fundada en 2010 para servir la región del canal de Suez y de Sinaí. La universidad es uno de los centros educativos de rápido crecimiento en Egipto con muchos estudiantes que cursan en el exterior.

## Turismo

### Monumentos
- Faro de Puerto Saíd: (1869)
- Mezquita Al-Abbasy: (1904)
- La sede de la Autoridad del Canal de Suez: (1895)

### Museos
- Museo Nacional de Puerto Saíd
- Museo Militar de Puerto Saíd
- Museo de Arte de Puerto Saíd

## Personas destacadas
- El escultor de origen griego Konstantin Dimopoulos, nació en Puerto Saíd en 1954; vivió allí hasta los ocho años, posteriormente se nacionalizó neozelandés.

## Deportes
El equipo Al-Masry, es un club de fútbol afincado en Puerto Saíd que goza de gran apoyo dentro de la ciudad y de la gobernación, con muchos seguidores en otras ciudades egipcias.

## Ciudades hermanadas
- Volgogrado, Rusia.
- Bizerte, Túnez.

## Galería

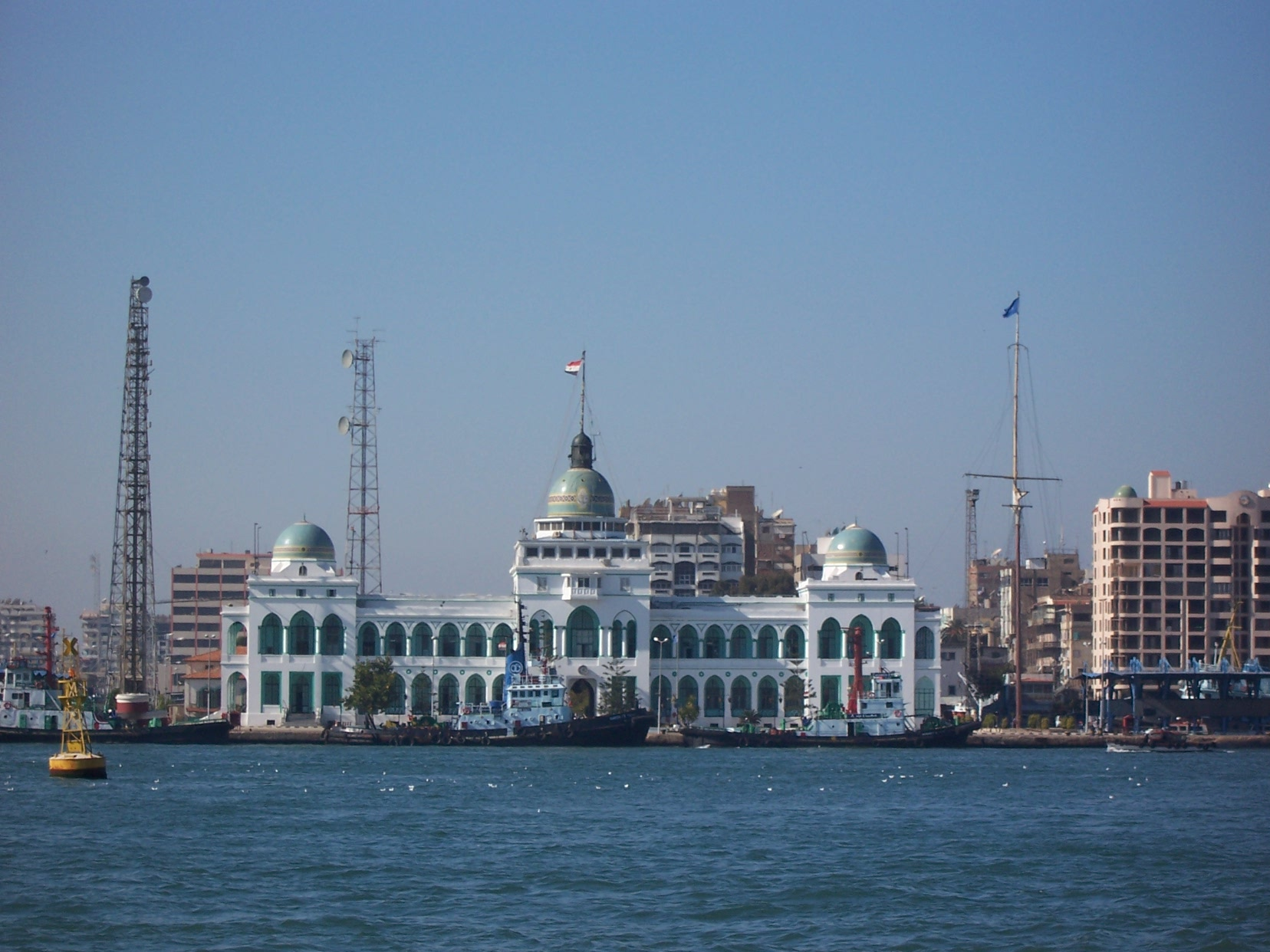
La sede de la Autoridad del Canal de Suez.
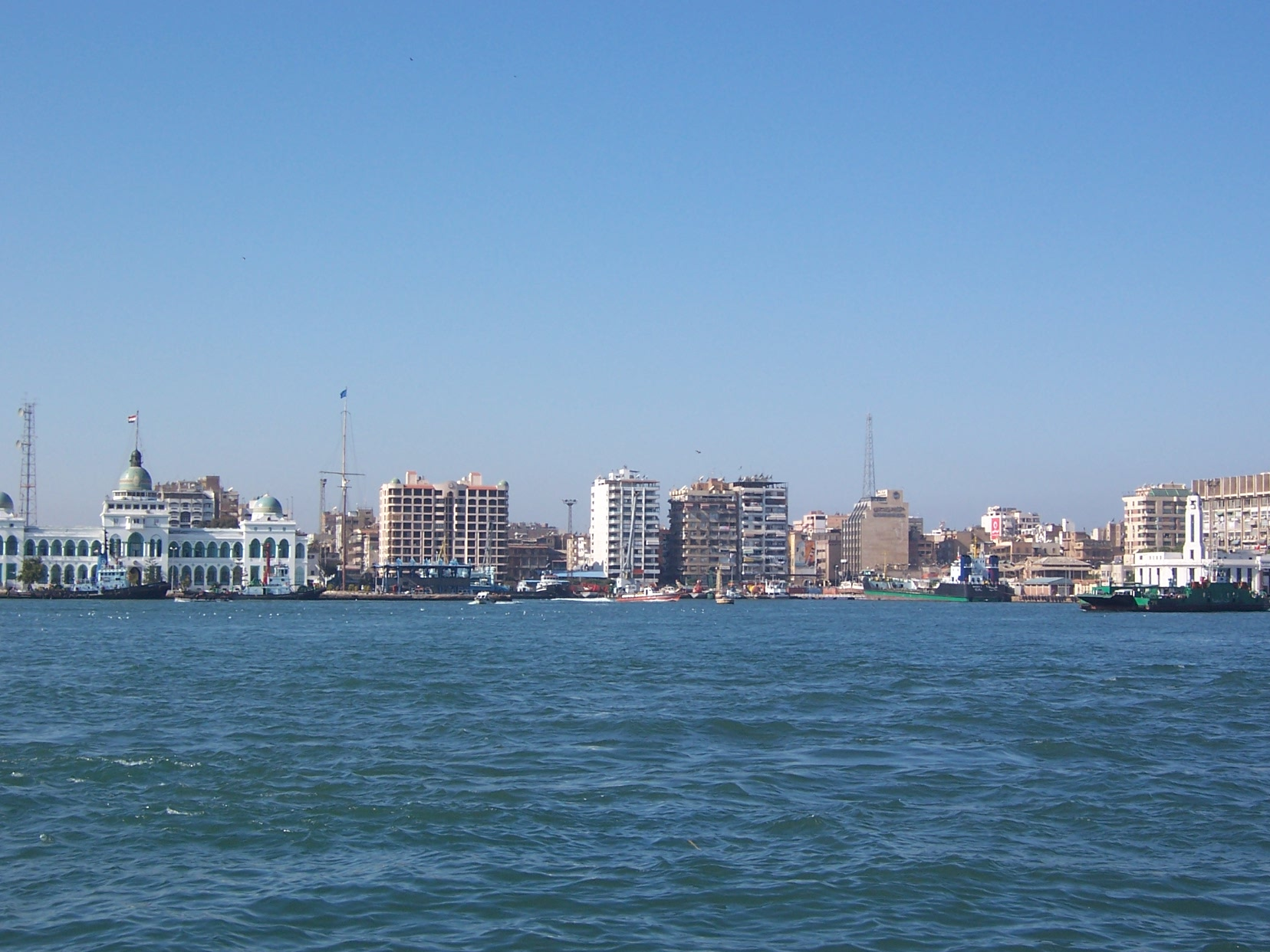
Bahía de Puerto Saíd
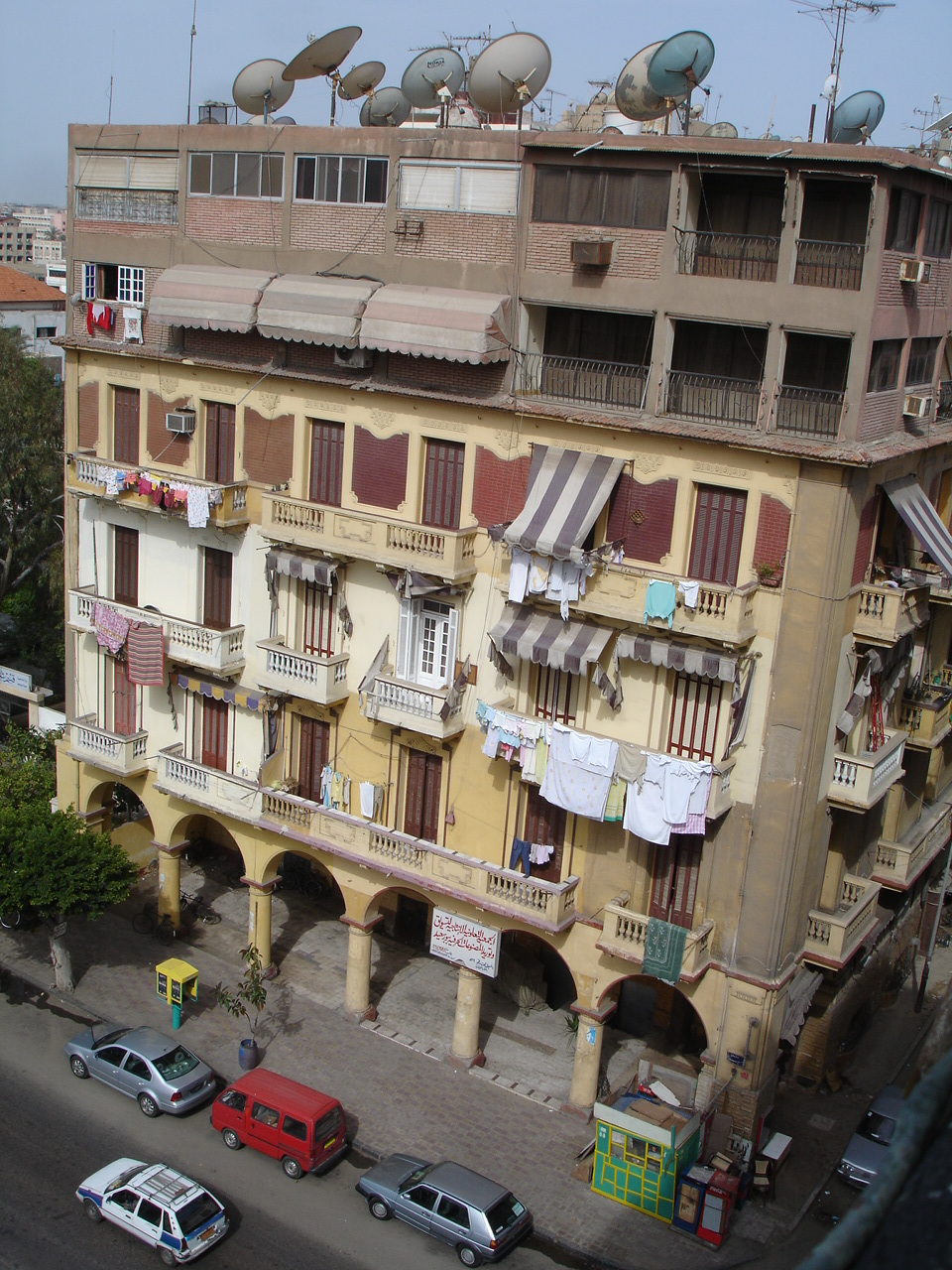
El único tipo de casa en Puerto Saíd que usa arcos
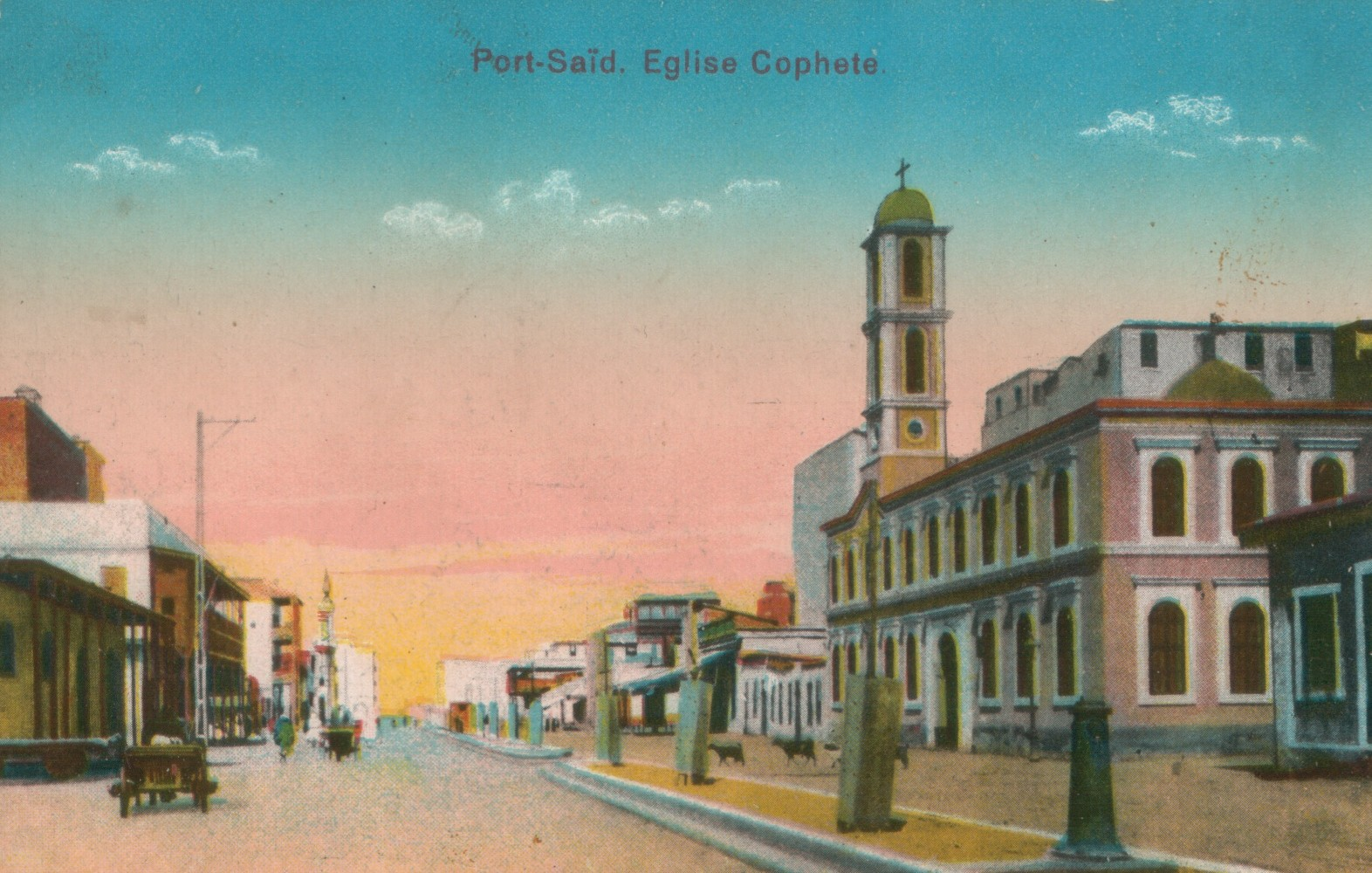
Puerto (tarjeta postal de 1915)
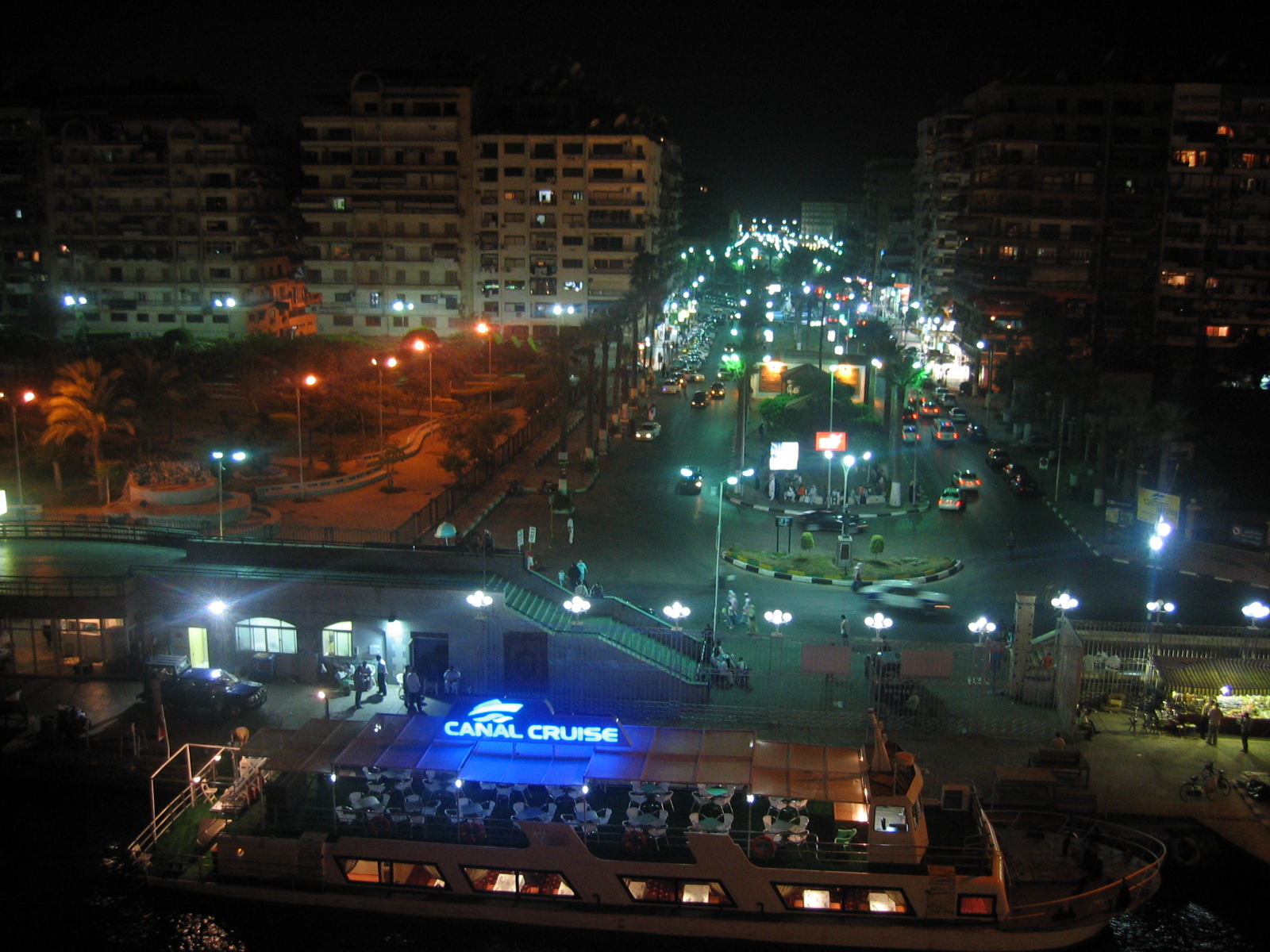
Vista nocturna de Puerto Saíd
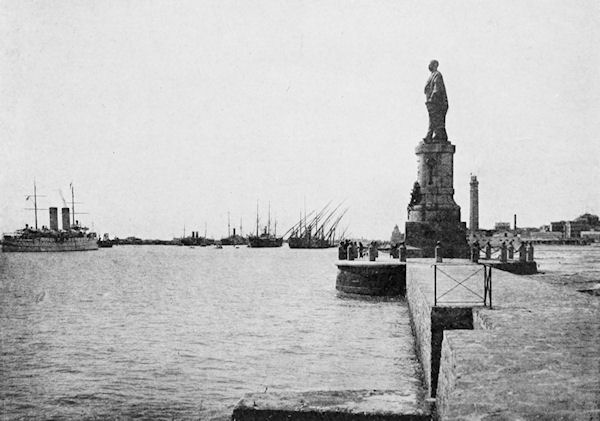
Jetty turístico
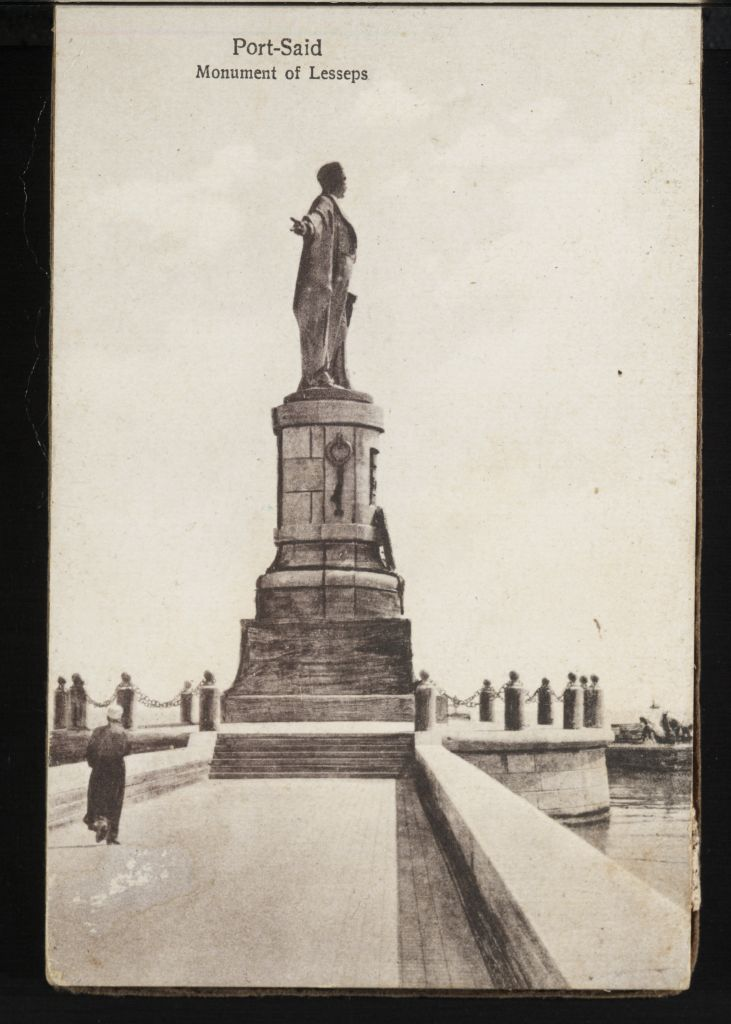
Monumento de Lesseps
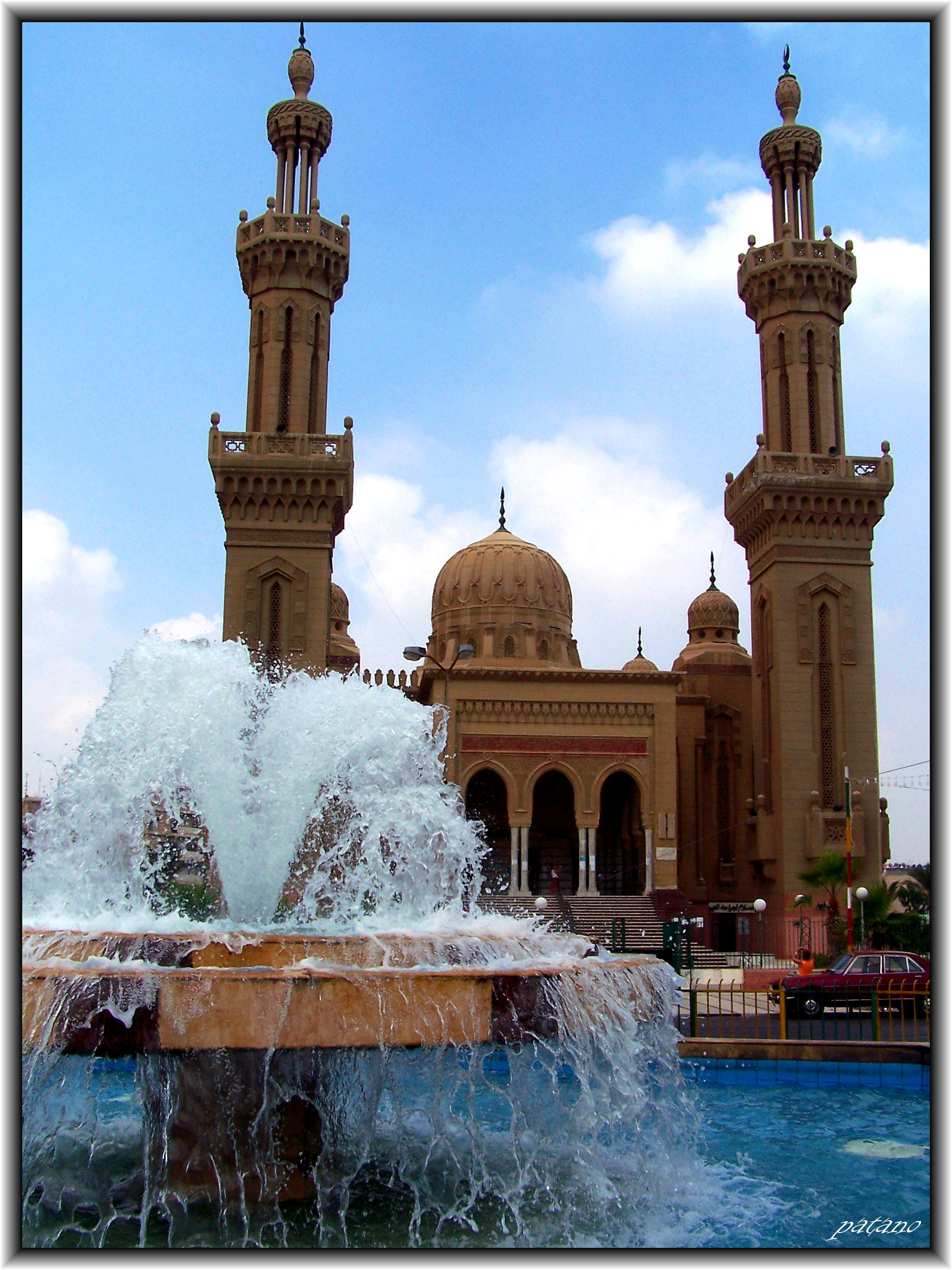
Mezquita de Puerto Saíd
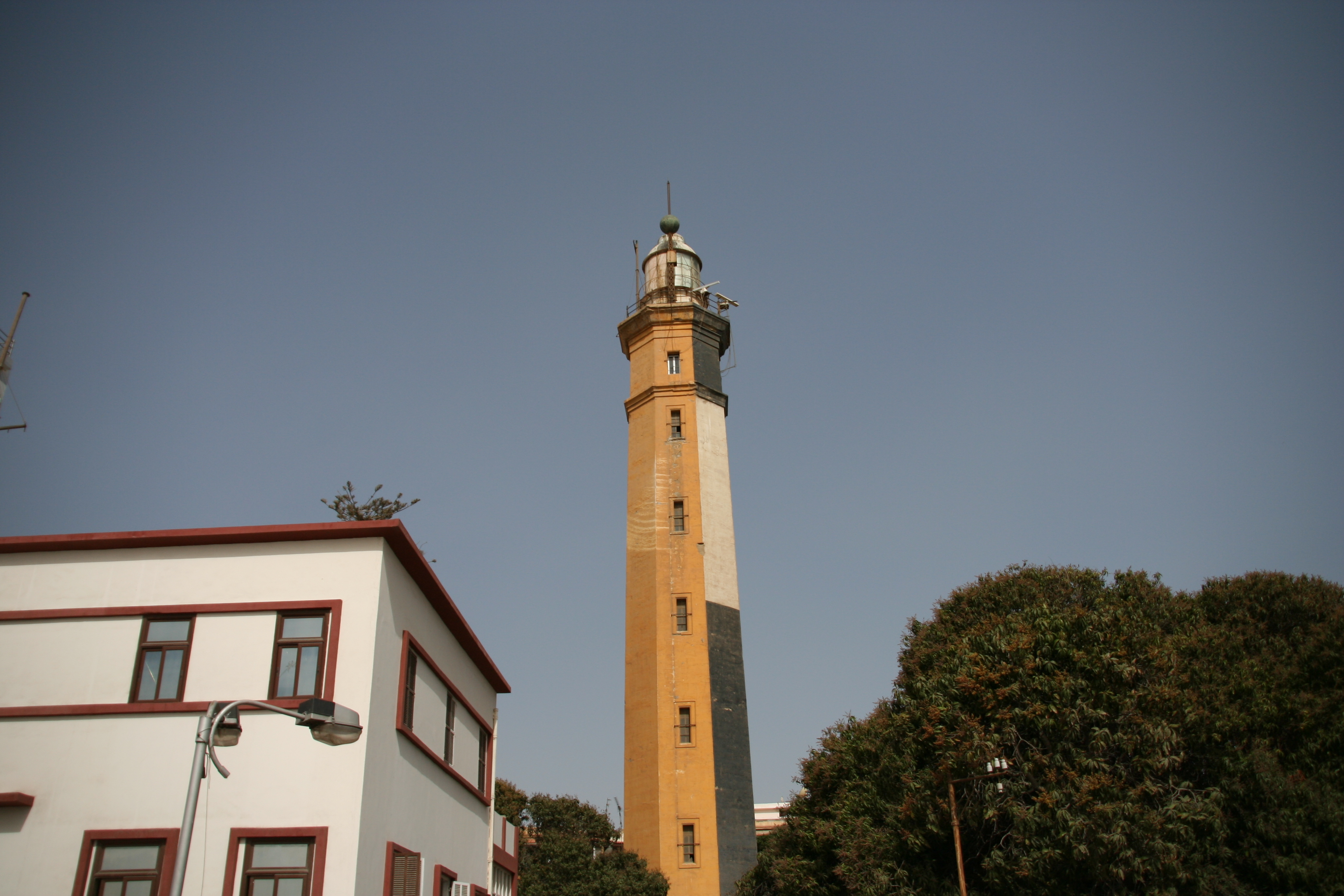
El viejo faro de Puerto Saíd
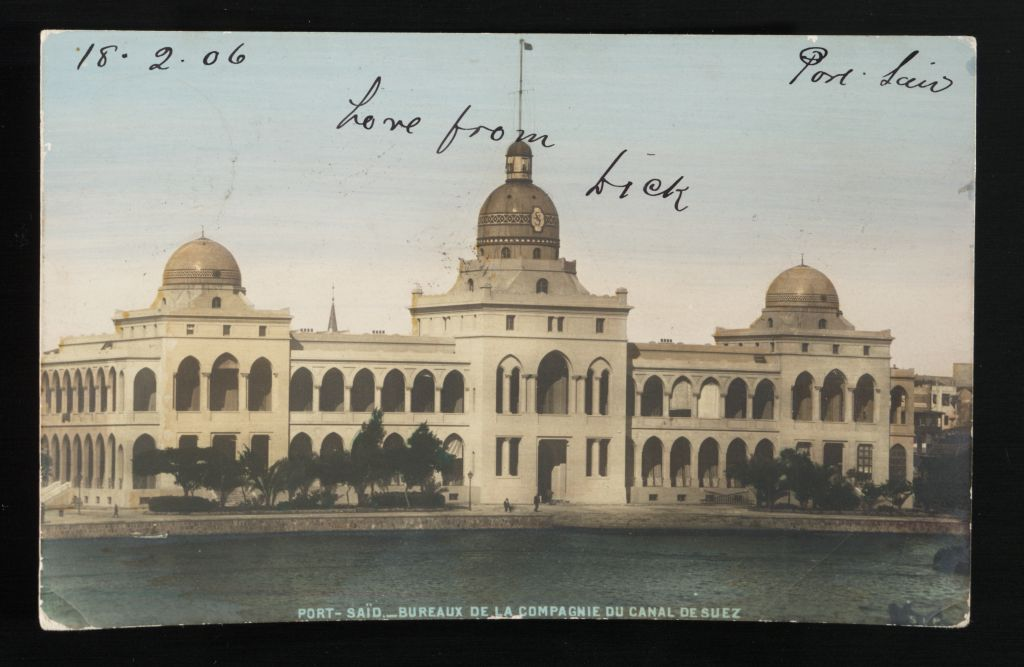
Oficina de la Compañía del Canal del Suez
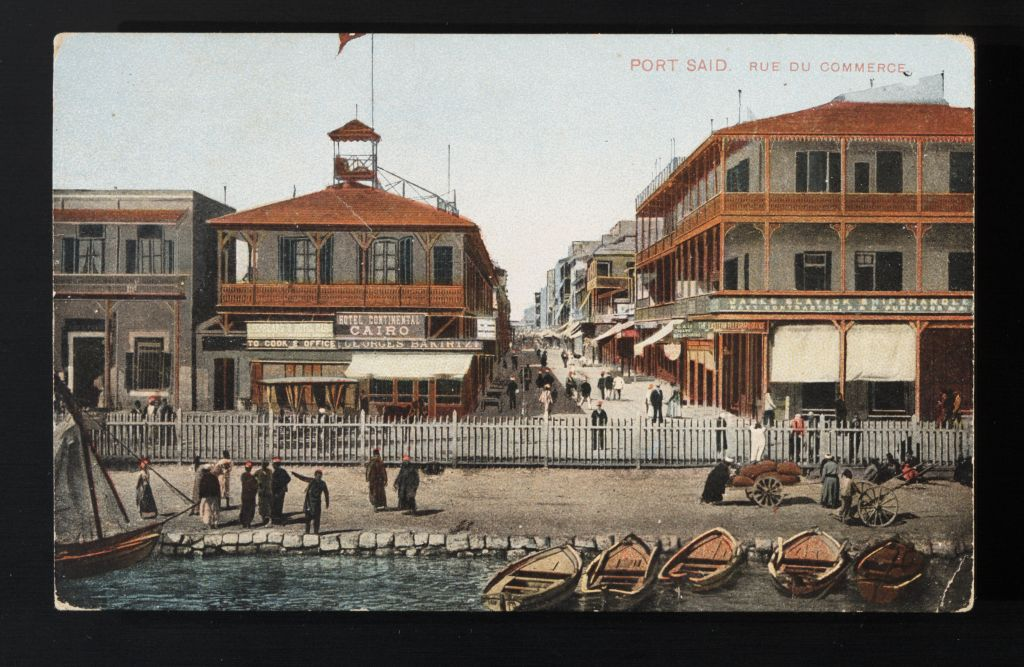
Calle del Comercio
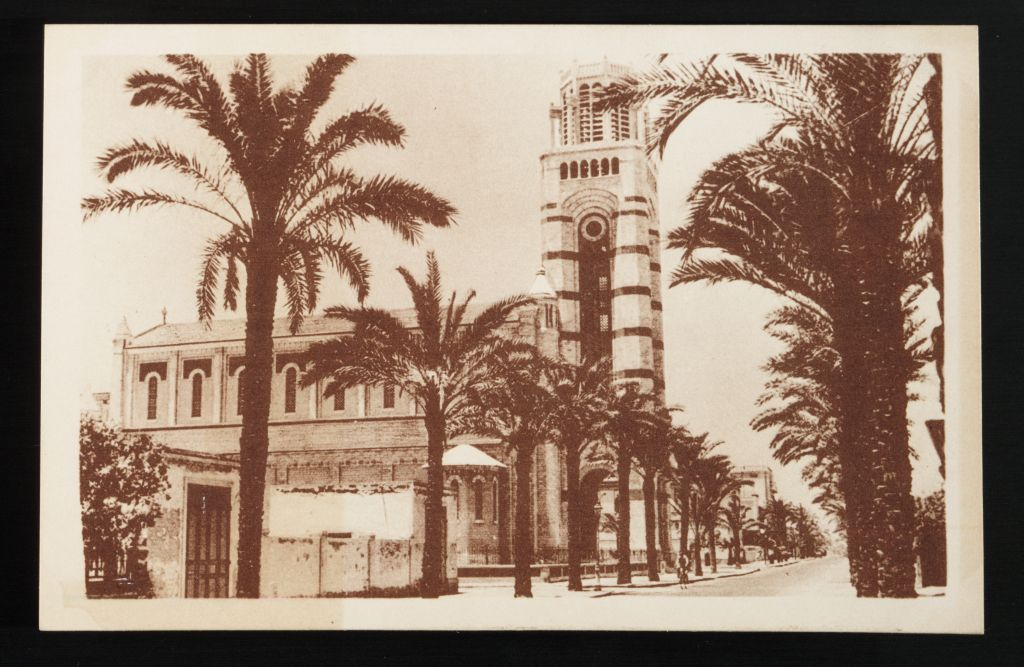
La Catedral Francesa y Avenida Kitchener en 1934